# Anères
Ne doit pas être confondu avec Asnières.
Anères est une commune française située dans l'est du département des Hautes-Pyrénées, en région Occitanie. Sur le plan historique et culturel, la commune est dans la région gasconne de Magnoac, située sur le plateau de Lannemezan, qui reprend une partie de l’ancien Nébouzan, qui possédait plusieurs enclaves au cœur de la province de Comminges et a évolué dans ses frontières jusqu’à plus ou moins disparaitre.
Exposée à un climat de montagne, elle est drainée par la Neste, le ruisseau de la Torte, le ruisseau du Fourquet et par divers autres petits cours d'eau. La commune possède un patrimoine naturel remarquable : un site Natura 2000 (« Garonne, Ariège, Hers, Salat, Pique et Neste ») et deux zones naturelles d'intérêt écologique, faunistique et floristique.
Anères est une commune rurale qui compte 168 habitants en 2022, après avoir connu un pic de population de 501 habitants en 1856. Elle fait partie de l'aire d'attraction de Lannemezan. Ses habitants sont appelés les Anéresiens ou  Anéresiennes.

## Géographie

### Localisation
La commune d'Anères se trouve dans le département des Hautes-Pyrénées, en région Occitanie.
Elle se situe à 37 km à vol d'oiseau de Tarbes, préfecture du département, à 26 km de Bagnères-de-Bigorre, sous-préfecture, et à 9 km de Lannemezan, bureau centralisateur du canton de la Vallée de la Barousse dont dépend la commune depuis 2015 pour les élections départementales.
La commune fait en outre partie du bassin de vie de Montréjeau.
Les communes les plus proches sont : 
Nestier (1,4 km), Hautaget (1,6 km), Saint-Laurent-de-Neste (1,7 km), Bizous (1,9 km), Tuzaguet (2,2 km), Bize (3,0 km), Montsérié (3,1 km), Montégut (3,2 km).
Sur le plan historique et culturel, Anères fait partie du pays de Comminges, correspondant à l’ancien comté de Comminges, circonscription de la province de Gascogne située sur les départements actuels du Gers, de la Haute-Garonne, des Hautes-Pyrénées et de l'Ariège.
| Tuzaguet           |          |                        |
|                    | Anères   | Saint-Laurent-de-Neste |
| Bizous (sur 100 m) | Hautaget | Nestier                |

### Hydrographie

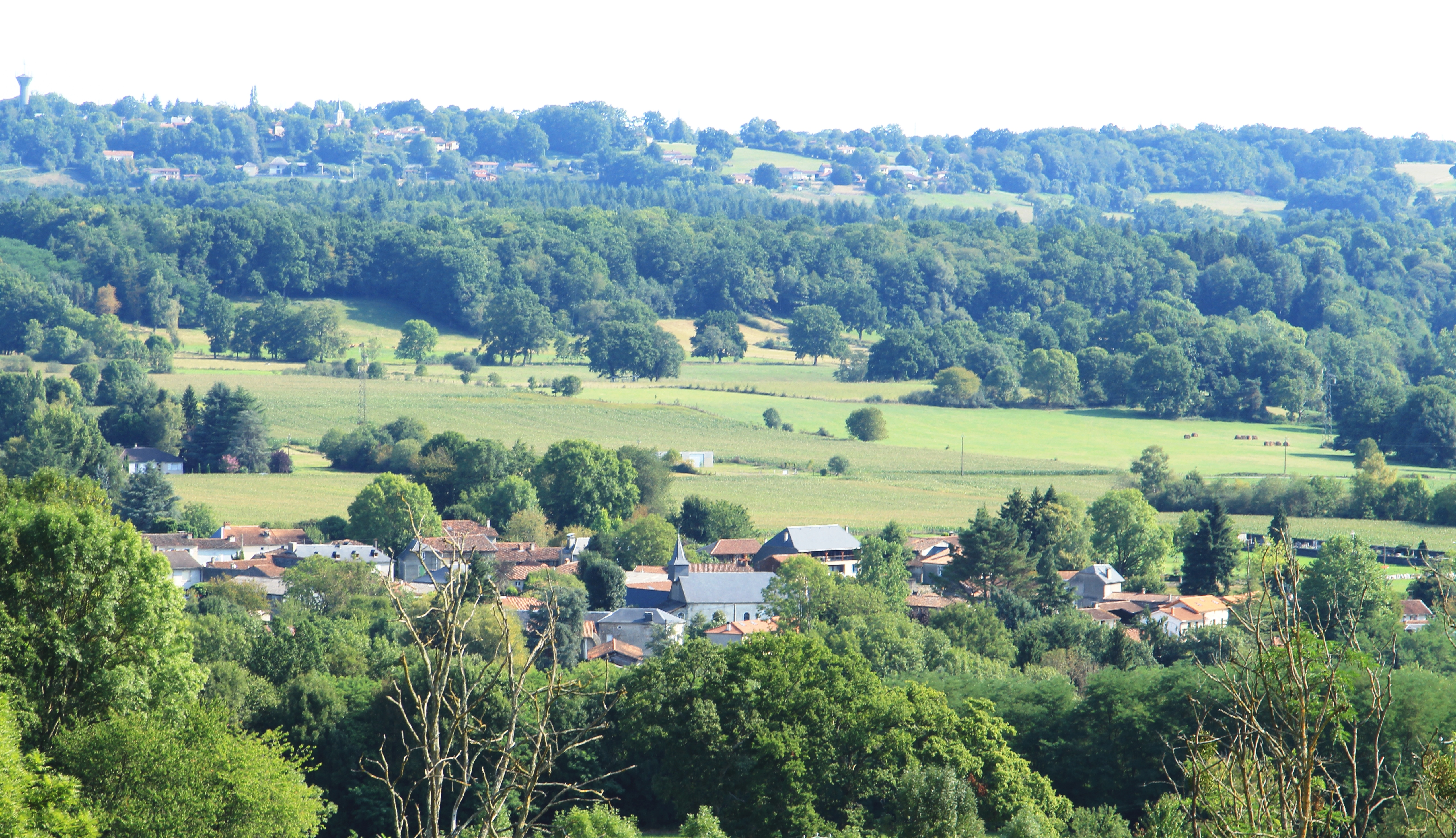
Vue générale en été.

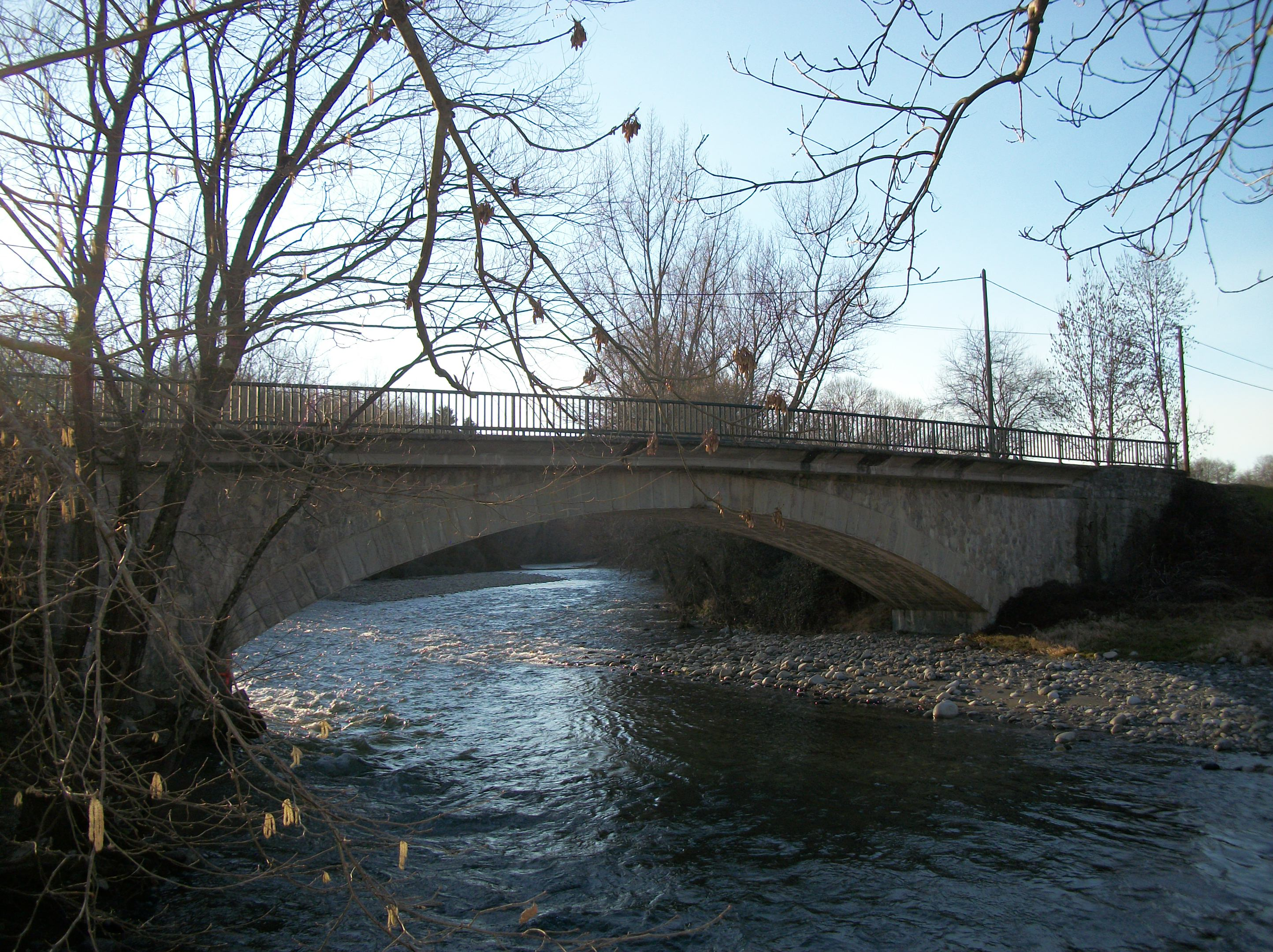
Pont sur la Neste reliant Anères aux communes de Nestier et Bizous

Elle est drainée par le Neste, le ruisseau de la Torte, le ruisseau du Fourquet, un bras de la Neste et par deux petits cours d'eau, constituant un réseau hydrographique de 5 km de longueur totale,.
Le Neste, d'une longueur totale de 73,1 km, prend sa source dans la commune d'Aragnouet et s'écoule du sud vers le nord. Il traverse la commune d'ouest en est et se jette dans la Garonne à Montréjeau, après avoir traversé 34 communes.

### Climat
Le climat qui caractérise la commune est qualifié, en 2010, de « climat des marges montargnardes », selon la typologie des climats de la France qui compte alors huit grands types de climats en métropole. En 2020, la commune ressort du type « climat de montagne » dans la classification établie par Météo-France, qui ne compte désormais, en première approche, que cinq grands types de climats en métropole. Pour ce type de climat, la température décroît rapidement en fonction de l'altitude. On observe une nébulosité minimale en hiver et maximale en été. Les vents et les précipitations varient notablement selon le lieu.
Les paramètres climatiques qui ont permis d’établir la typologie de 2010 comportent six variables pour les températures et huit pour les précipitations, dont les valeurs correspondent à la normale 1971-2000. Les sept principales variables caractérisant la commune sont présentées dans l'encadré ci-après.
| Paramètres climatiques communaux sur la période 1971-2000 - Moyenne annuelle de température : 11,5 °C - Nombre de jours avec une température inférieure à −5 °C : 3,4 j - Nombre de jours avec une température supérieure à 30 °C : 5,3 j - Amplitude thermique annuelle : 14,4 °C - Cumuls annuels de précipitation : 916 mm - Nombre de jours de précipitation en janvier : 10,1 j - Nombre de jours de précipitation en juillet : 7 j |

Avec le changement climatique, ces variables ont évolué. Une étude réalisée en 2014 par la Direction générale de l'Énergie et du Climat complétée par des études régionales prévoit en effet que la  température moyenne devrait croître et la pluviométrie moyenne baisser, avec toutefois de fortes variations régionales. Ces changements peuvent être constatés sur la station météorologique de Météo-France la plus proche, « Nestier », sur la commune de Nestier, mise en service en 1946 et qui se trouve à 1 km à vol d'oiseau,, où la température moyenne annuelle est de 11,8 °C et la hauteur de précipitations de 1 049,8 mm pour la période 1981-2010.
Sur la station météorologique historique la plus proche, « Tarbes-Lourdes-Pyrénées », sur la commune d'Ossun, mise en service en 1946 et à 42 km, la température moyenne annuelle évolue de 12,2 °C pour la période 1971-2000, à 12,6 °C pour 1981-2010, puis à 12,9 °C pour 1991-2020.

### Milieux naturels et biodiversité

#### Réseau Natura 2000

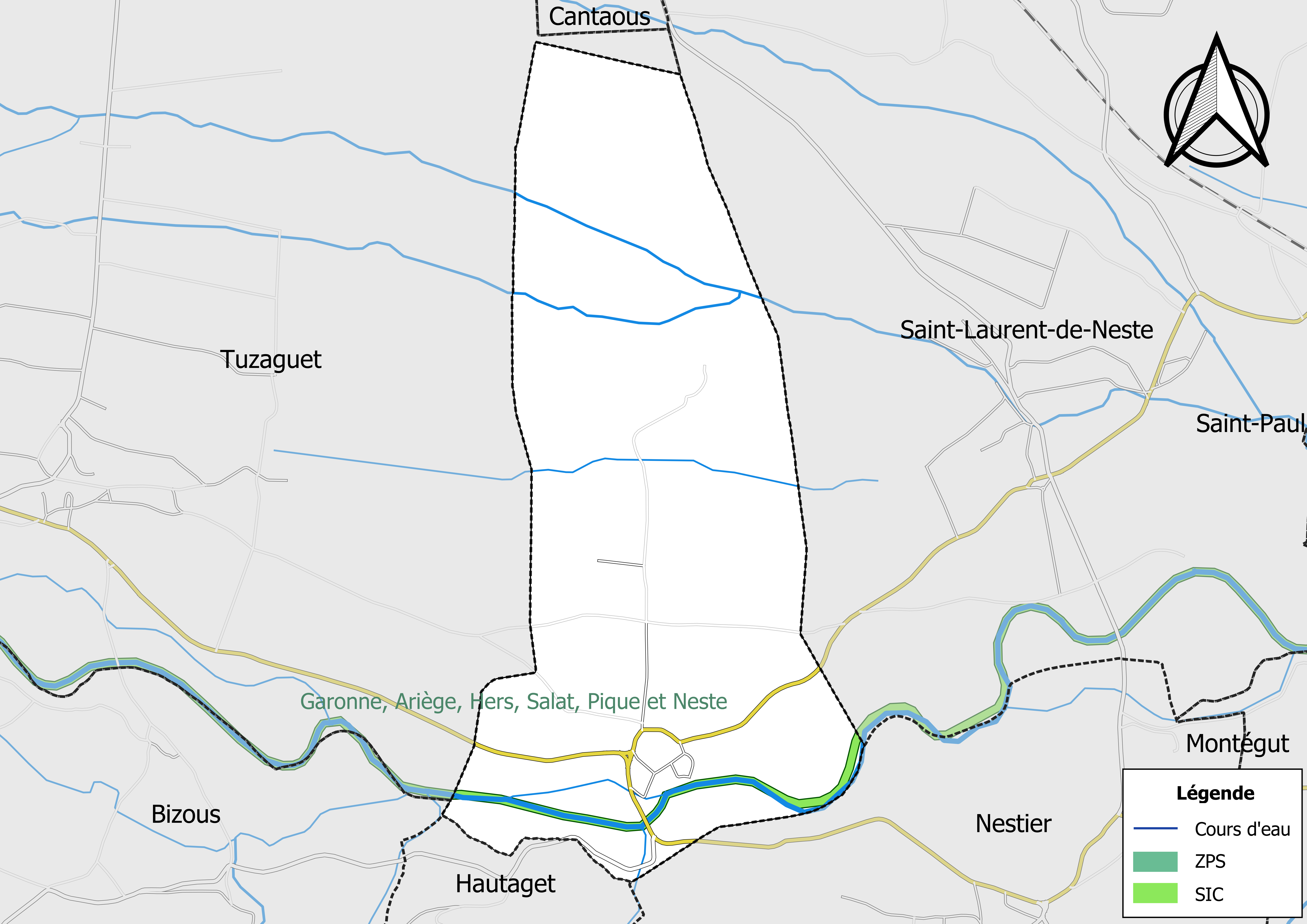
Sites Natura 2000 sur le territoire communal.

Le réseau Natura 2000 est un réseau écologique européen de sites naturels d'intérêt écologique élaboré à partir des Directives « Habitats » et « Oiseaux », constitué de zones spéciales de conservation (ZSC) et de zones de protection spéciale (ZPS).
Un site Natura 2000 a été défini sur la commune au titre de la « directive Habitats » : « garonne, Ariège, Hers, Salat, Pique et Neste », d'une superficie de 9 581 ha, un réseau hydrographique pour les poissons migrateurs (zones de frayères actives et potentielles importantes pour le Saumon en particulier qui fait l'objet d'alevinages réguliers et dont des adultes atteignent déjà Foix sur l'Ariège.

#### Zones naturelles d'intérêt écologique, faunistique et floristique
L’inventaire des zones naturelles d'intérêt écologique, faunistique et floristique (ZNIEFF) a pour objectif de réaliser une couverture des zones les plus intéressantes sur le plan écologique, essentiellement dans la perspective d’améliorer la connaissance du patrimoine naturel national et de fournir aux différents décideurs un outil d’aide à la prise en compte de l’environnement dans l’aménagement du territoire.
Une ZNIEFF de type 1 est recensée sur la commune,
la « Neste moyenne et aval » (283 ha), couvrant 25 communes dont une dans la Haute-Garonne et 24 dans les Hautes-Pyrénées et une ZNIEFF de type 2,,
les « Garonne amont, Pique et Neste » (1 788 ha), couvrant 112 communes dont 42 dans la Haute-Garonne et 70 dans les Hautes-Pyrénées.

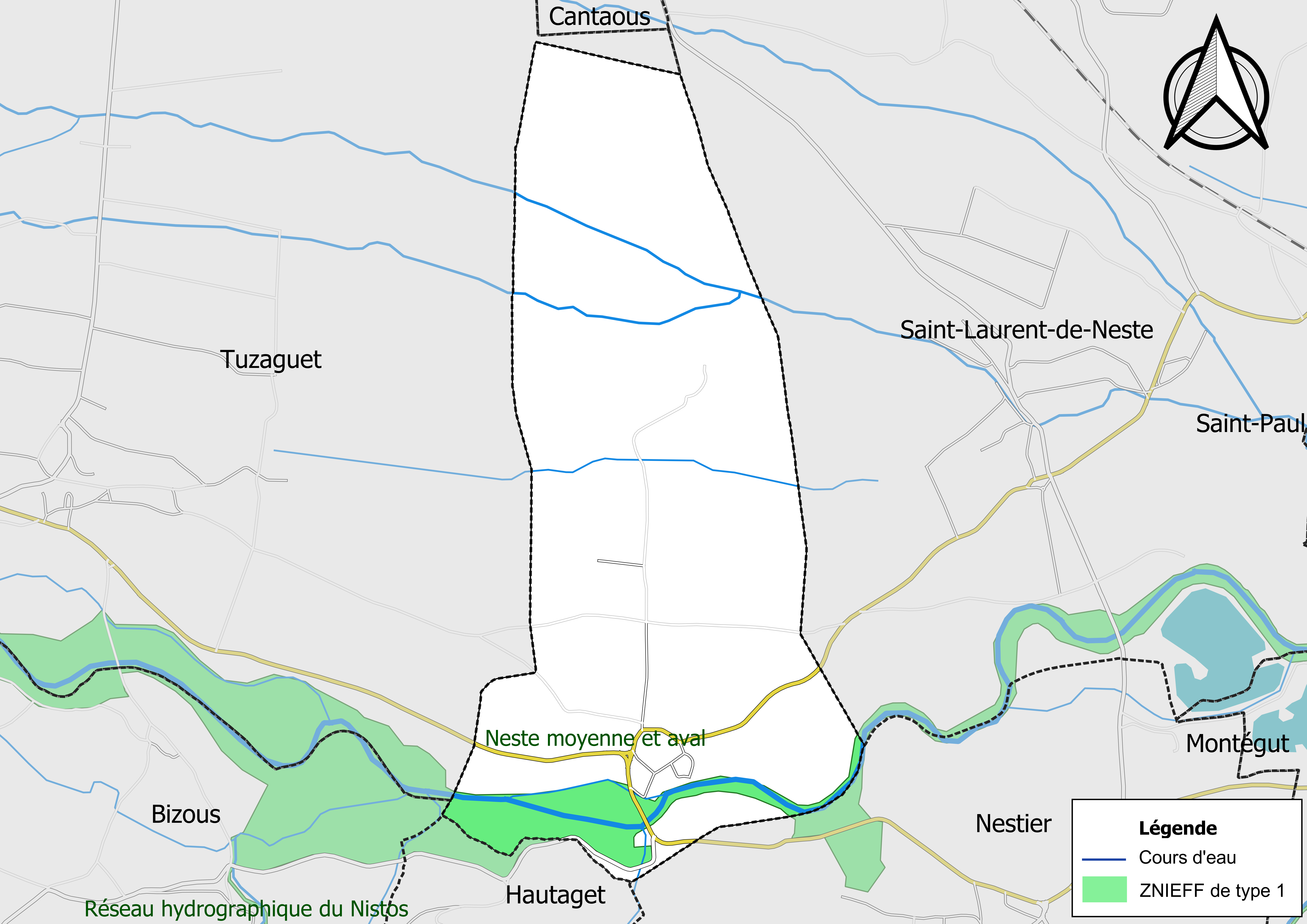
Carte de la ZNIEFF de type 1 sur la commune.
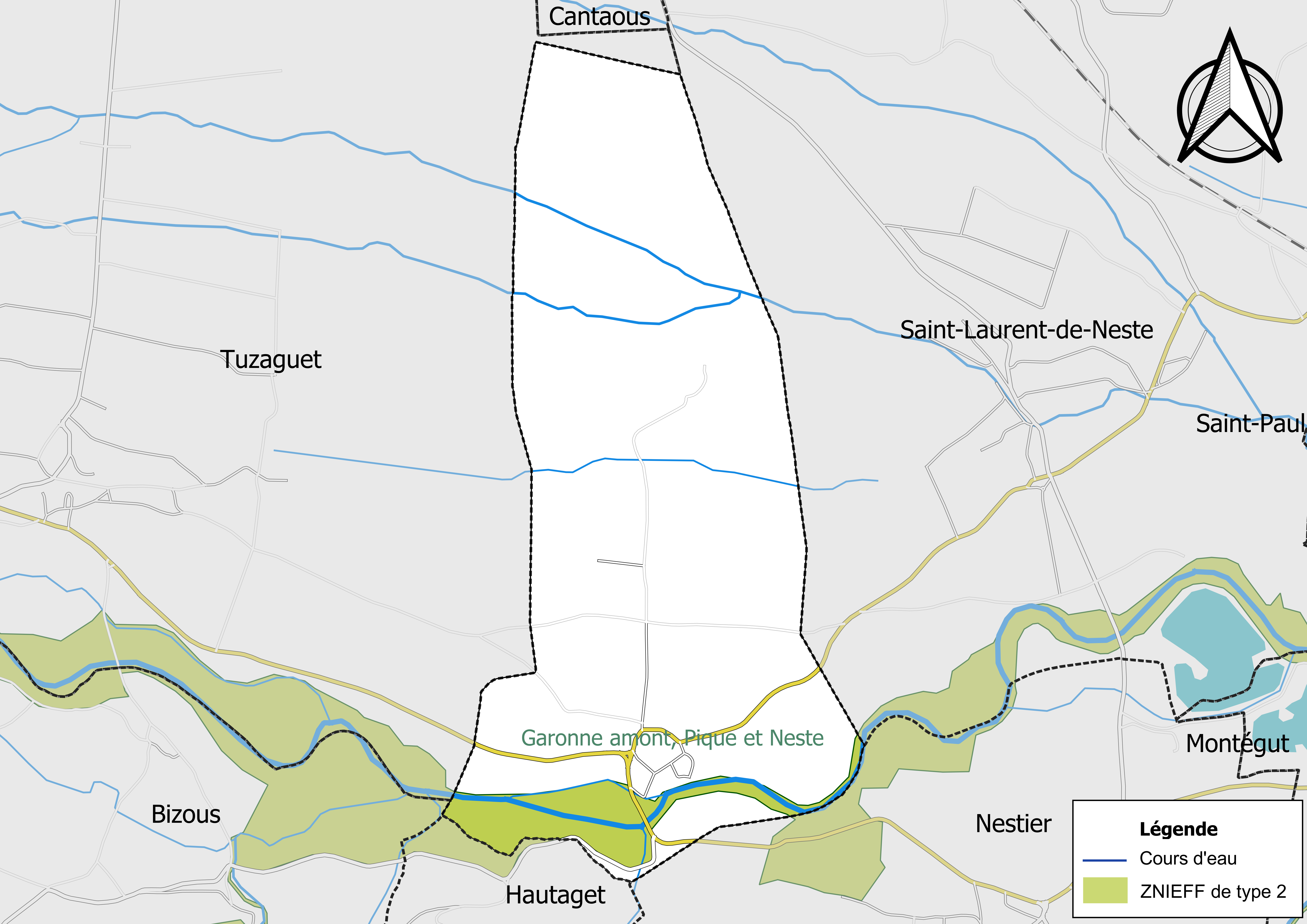
Carte de la ZNIEFF de type 2 sur la commune.

## Urbanisme

### Typologie
Au 1er janvier 2024, Anères est catégorisée commune rurale à habitat dispersé, selon la nouvelle grille communale de densité à sept niveaux définie par l'Insee en 2022.
Elle est située hors unité urbaine. Par ailleurs la commune fait partie de l'aire d'attraction de Lannemezan, dont elle est une commune de la couronne,. Cette aire, qui regroupe 65 communes, est catégorisée dans les aires de moins de 50 000 habitants,.

### Occupation des sols
L'occupation des sols de la commune, telle qu'elle ressort de la base de données européenne d’occupation biophysique des sols Corine Land Cover (CLC), est marquée par l'importance des territoires agricoles (75,6 % en 2018), une proportion identique à celle de 1990 (75,6 %). La répartition détaillée en 2018 est la suivante : 
zones agricoles hétérogènes (66,5 %), forêts (24,4 %), prairies (9,2 %).
L'IGN met par ailleurs à disposition un outil en ligne permettant de comparer l’évolution dans le temps de l’occupation des sols de la commune (ou de territoires à des échelles différentes). Plusieurs époques sont accessibles sous forme de cartes ou photos aériennes : la carte de Cassini (XVIIIe siècle), la carte d'état-major (1820-1866) et la période actuelle (1950 à aujourd'hui).

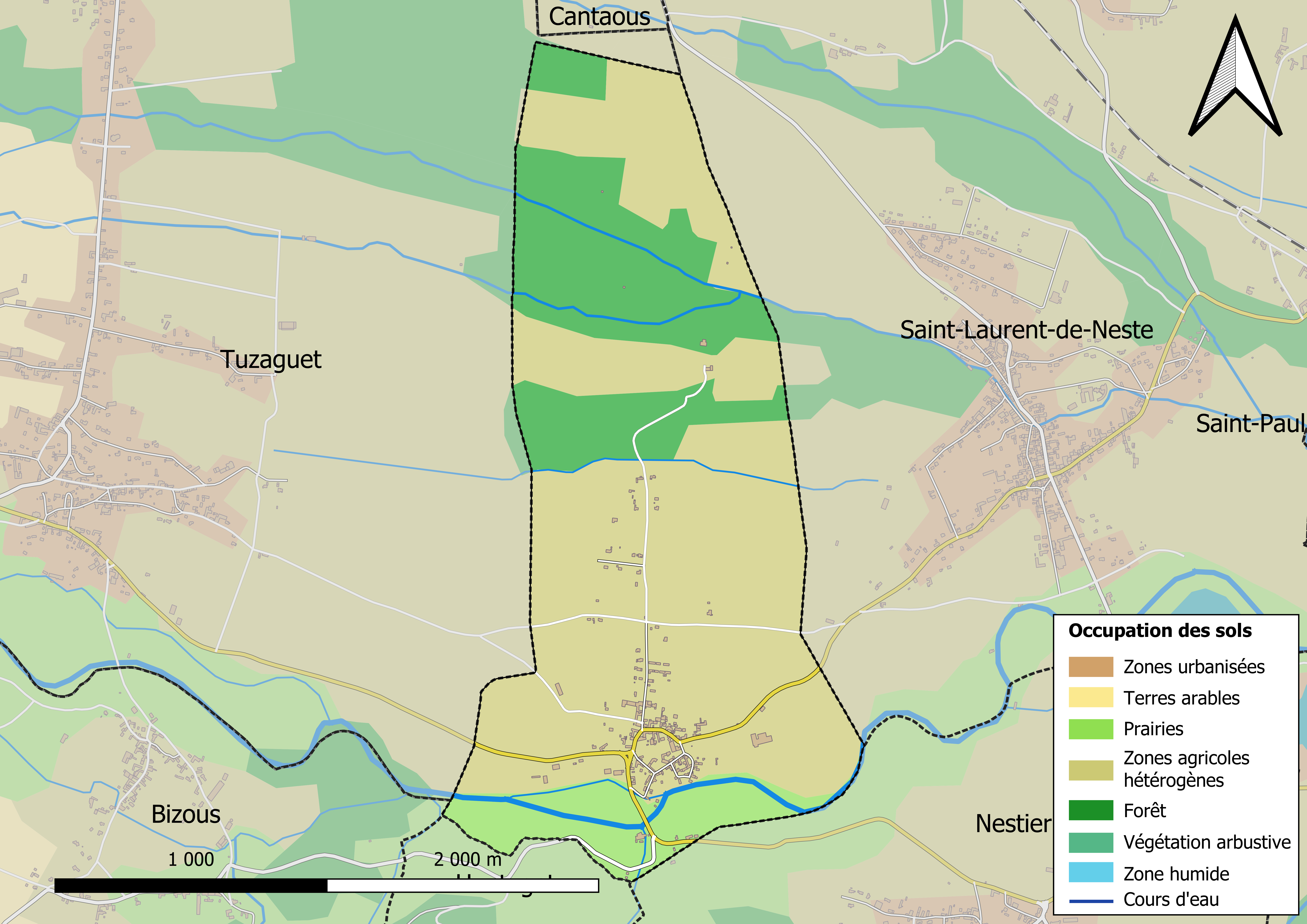
Carte des infrastructures et de l'occupation des sols en 2018 (CLC) de la commune.
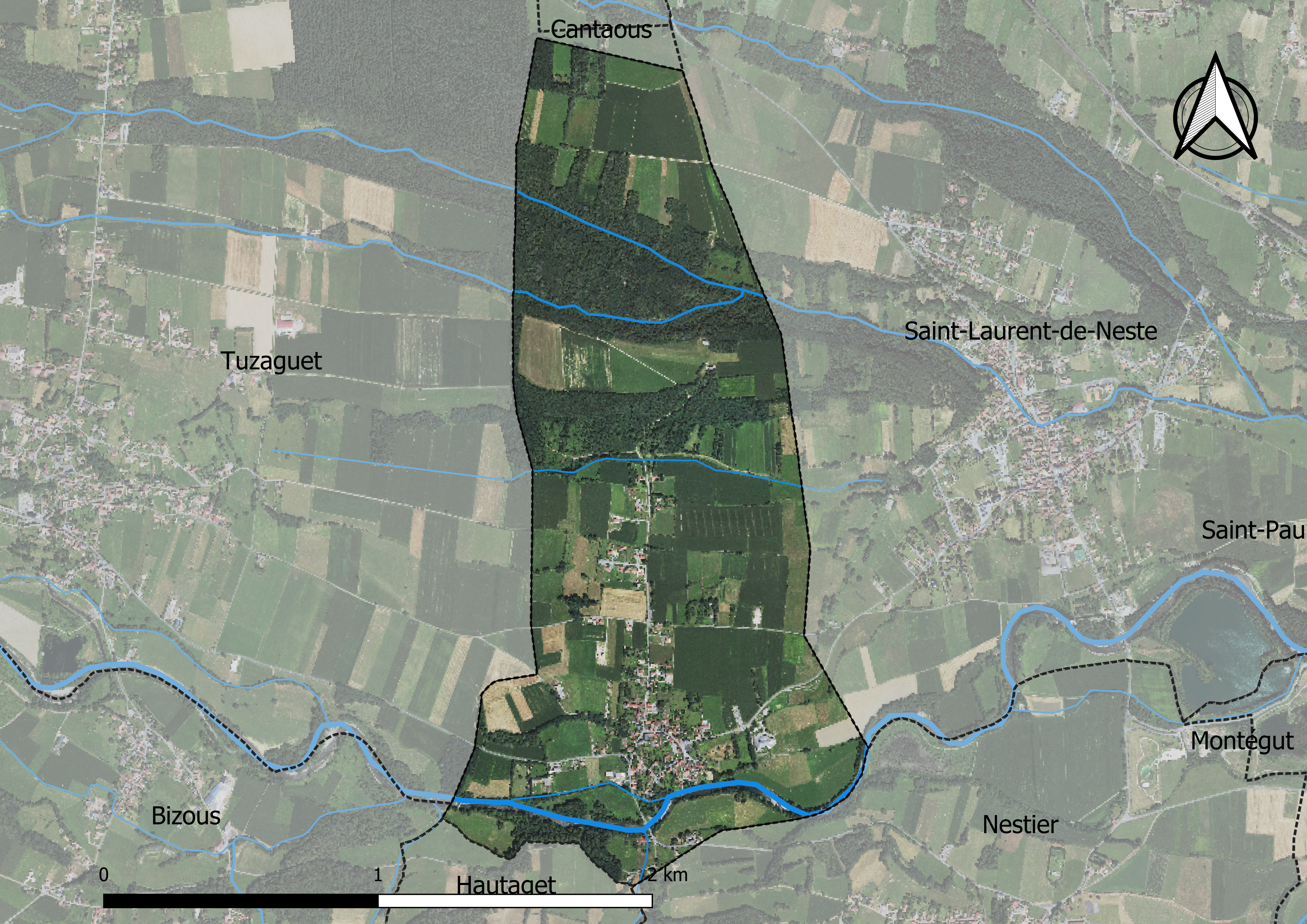
Carte orthophotogrammétrique de la commune.

### Logement
En 2012, le nombre total de logements dans la commune est de 105.

Parmi ces logements, 77,1 % sont des résidences principales, 14,3 % des résidences secondaires et 8,6 % des logements vacants.

### Voies de communication et transports
Cette commune est desservie par la route départementale D 938 et par la route départementale D 26.

### Risques majeurs
Le territoire de la commune d'Anères est vulnérable à différents aléas naturels : météorologiques (tempête, orage, neige, grand froid, canicule ou sécheresse), inondations, feux de forêts, mouvements de terrains et séisme (sismicité modérée). Il est également exposé à un risque technologique, la rupture d'un barrage. Un site publié par le BRGM permet d'évaluer simplement et rapidement les risques d'un bien localisé soit par son adresse soit par le numéro de sa parcelle.

#### Risques naturels
Certaines parties du territoire communal sont susceptibles d’être affectées par le risque d’inondation par débordement de cours d'eau, notamment le Neste. La cartographie des zones inondables en ex-Midi-Pyrénées réalisée dans le cadre du XIe Contrat de plan État-région, visant à informer les citoyens et les décideurs sur le risque d’inondation, est accessible sur le site de la DREAL Occitanie. La commune a été reconnue en état de catastrophe naturelle au titre des dommages causés par les inondations et coulées de boue survenues en 1982, 1999, 2009, 2013 et 2018,.
Anères est exposée au risque de feu de forêt. Un plan départemental de protection des forêts contre les incendies a été approuvé par arrêté préfectoral le 21 avril 2020 pour la période 2020-2029. Le précédent couvrait la période 2007-2017. L’emploi du feu est régi par deux types de réglementations. D’abord le code forestier et l’arrêté préfectoral du 27 octobre 2014, qui réglementent l’emploi du feu à moins de 200 m des espaces naturels combustibles sur l’ensemble du département. Ensuite celle établie dans le cadre de la lutte contre la pollution de l’air, qui interdit le brûlage des déchets verts des particuliers. L’écobuage est quant à lui réglementé dans le cadre de commissions locales d’écobuage (CLE).

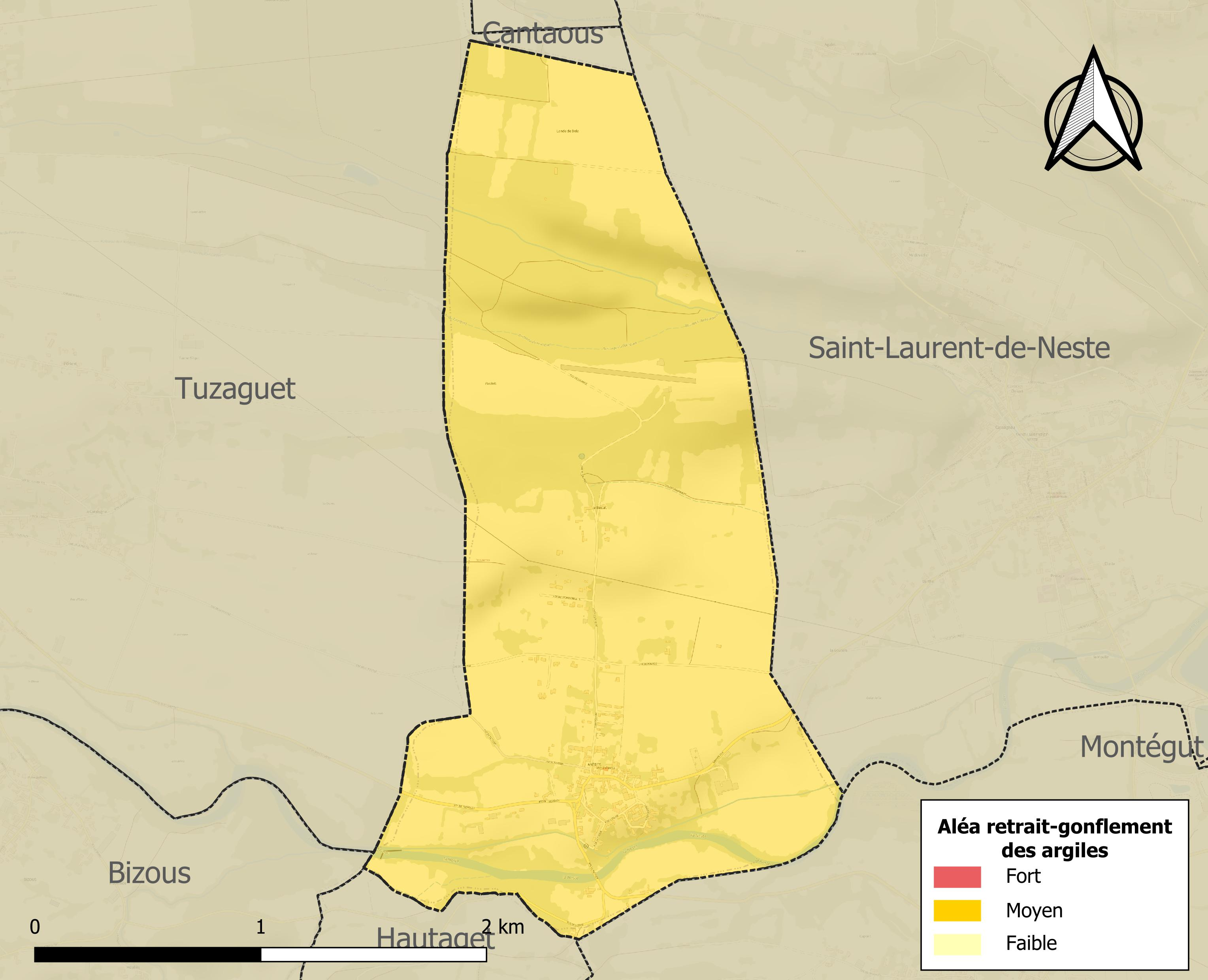
Carte des zones d'aléa retrait-gonflement des sols argileux d'Anères.

Les mouvements de terrains susceptibles de se produire sur la commune sont des mouvements de sols liés à la présence d'argile et des tassements différentiels.
Le retrait-gonflement des sols argileux est susceptible d'engendrer des dommages importants aux bâtiments en cas d’alternance de périodes de sécheresse et de pluie. La totalité de la commune est en aléa moyen ou fort (44,5 % au niveau départemental et 48,5 % au niveau national). Sur les 100 bâtiments dénombrés sur la commune en 2019, 100 sont en aléa moyen ou fort, soit 100 %, à comparer aux 75 % au niveau départemental et 54 % au niveau national. Une cartographie de l'exposition du territoire national au retrait gonflement des sols argileux est disponible sur le site du BRGM,.
Par ailleurs, afin de mieux appréhender le risque d’affaissement de terrain, l'inventaire national des cavités souterraines permet de localiser celles situées sur la commune.
Concernant les mouvements de terrains, la commune a été reconnue en état de catastrophe naturelle au titre des dommages causés par la sécheresse en 2003 et par des mouvements de terrain en 1999, 2002 et 2013.

#### Risques technologiques
La commune est en outre située en aval d'un barrage de classe A. À ce titre elle est susceptible d’être touchée par l’onde de submersion consécutive à la rupture de cet ouvrage.

## Toponymie

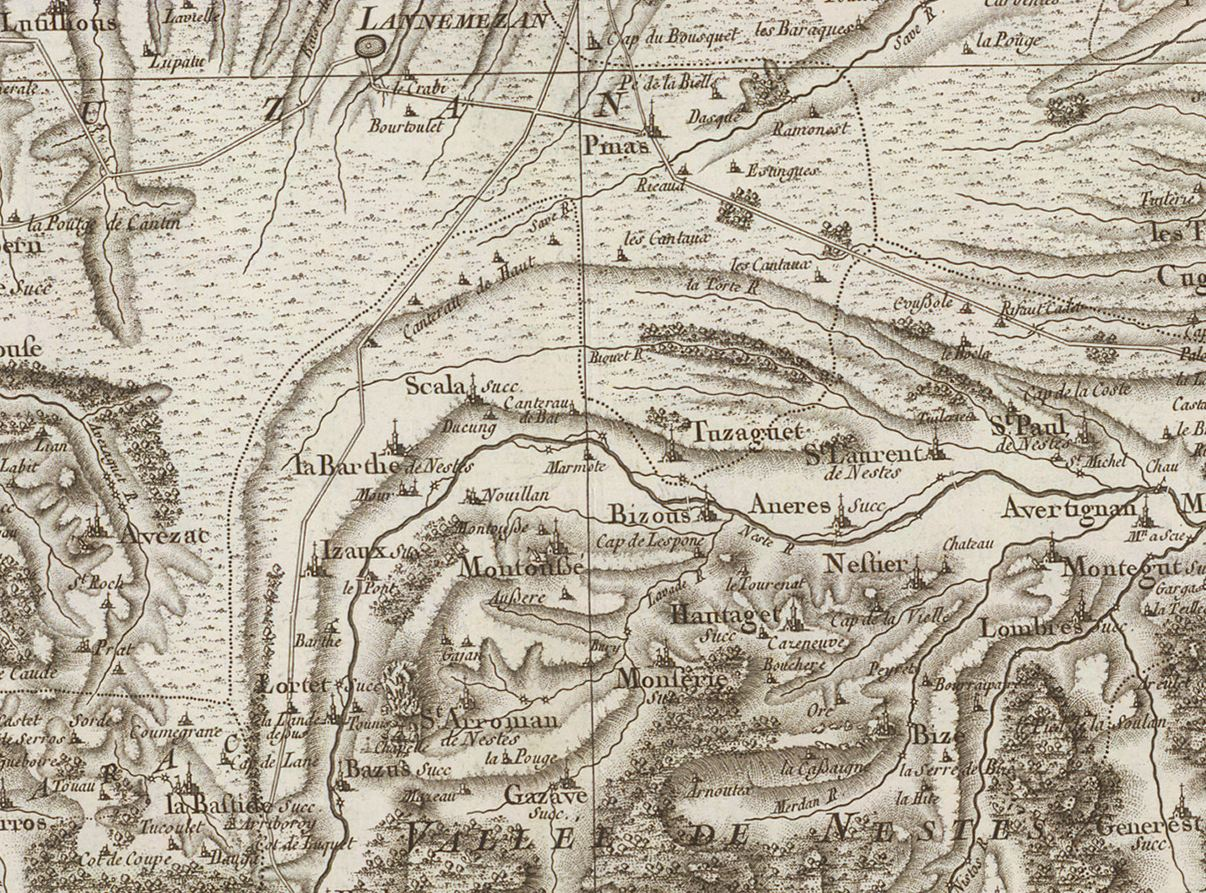
Extrait de la carte de Cassini (entre 1756 et 1789) situant Anères au sud-est de Lannemezan

On trouvera les principales informations dans le Dictionnaire toponymique des communes des Hautes-Pyrénées de Michel Grosclaude et Jean-François Le Nail qui rapporte les dénominations historiques du village :
Dénominations historiques :
- De Aneriis, latin (1387, pouillé du Comminges) ;
- Aneres, (fin XVIIIe siècle, carte de Cassini).

Nom occitan : Aneras.

## Histoire

### Cadastre napoléonien d'Anères
Le plan cadastral napoléonien d'Anères est consultable sur le site des Archives départementales des Hautes-Pyrénées.

## Politique et administration

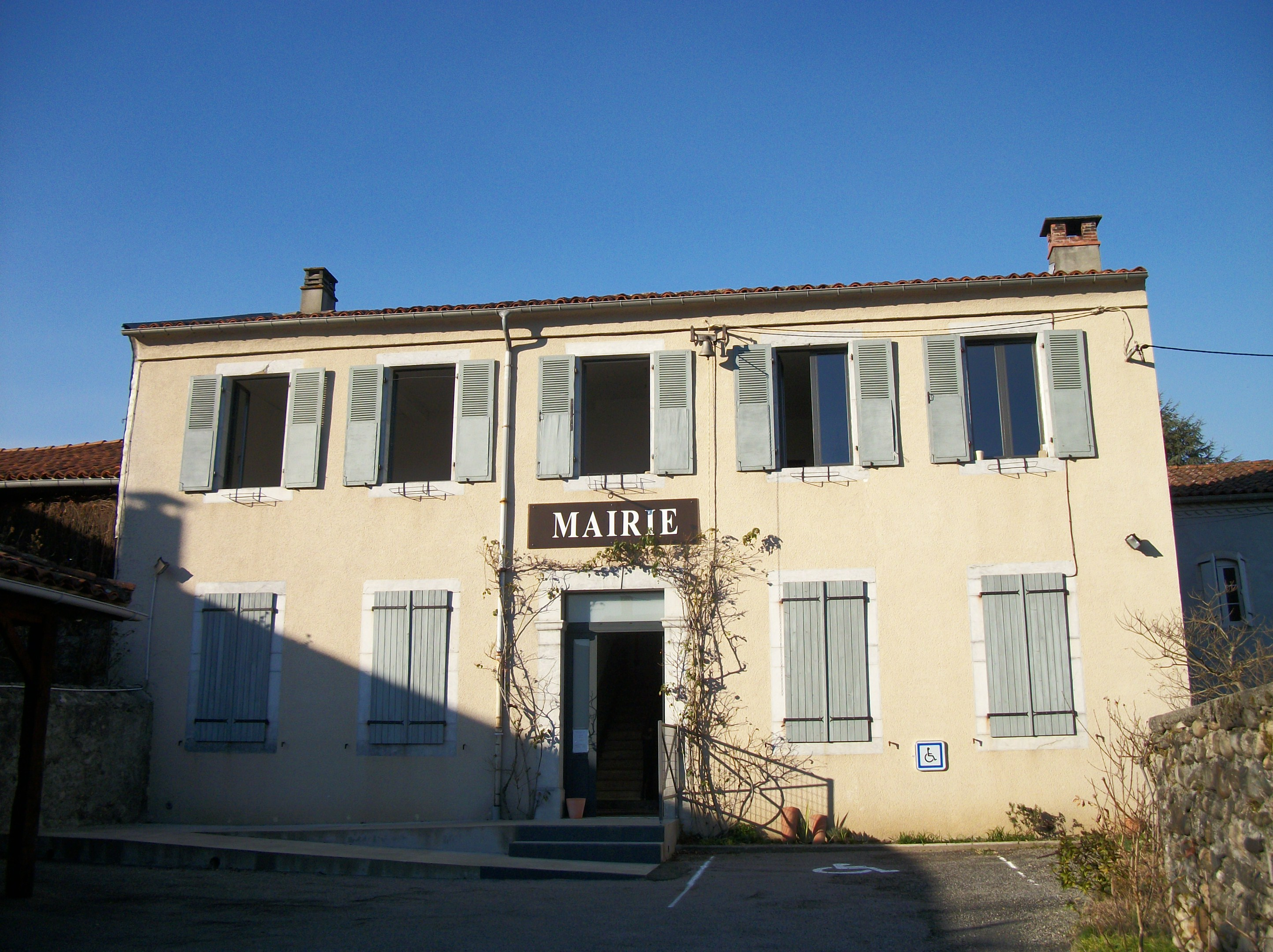
La mairie en 2019.

### Liste des maires
| Période                                  | Période       | Identité         | Étiquette | Qualité |
| ---------------------------------------- | ------------- | ---------------- | --------- | ------- |
| Les données manquantes sont à compléter. |               |                  |           |         |
|                                          |               |                  |           |         |
| avant 1988                               | ?             | François Verdier |           |         |
| mars 2001                                | 2008          | Guy Serres       |           |         |
| mars 2008                                | décembre 2009 | Armand Bazerque  |           |         |
| janvier 2010                             | en cours      | Pierre Gerwig    |           |         |

### Rattachements administratifs et électoraux

#### Historique administratif
Sénéchaussée de Toulouse, élection de Rivière-Verdun, baronnie d' Anères, canton de Nestier (1790), Saint-Laurent (1870).

#### Intercommunalité
Anères appartient à la communauté de communes Neste Barousse créée en janvier 2017 et qui réunit 43 communes.

## Population et société

### Démographie

#### Évolution démographique
L'évolution du nombre d'habitants est connue à travers les recensements de la population effectués dans la commune depuis 1793. Pour les communes de moins de 10 000 habitants, une enquête de recensement portant sur toute la population est réalisée tous les cinq ans, les populations de référence des années intermédiaires étant quant à elles estimées par interpolation ou extrapolation. Pour la commune, le premier recensement exhaustif entrant dans le cadre du nouveau dispositif a été réalisé en 2007.

En 2022, la commune comptait 168 habitants, en évolution de −6,15 % par rapport à 2016 (Hautes-Pyrénées : +1,59 %, France hors Mayotte : +2,11 %).
| 1793 | 1800 | 1806 | 1821 | 1831 | 1836 | 1841 | 1846 | 1851 |
| ---- | ---- | ---- | ---- | ---- | ---- | ---- | ---- | ---- |
| 200  | 289  | 269  | 341  | 330  | 327  | 347  | 357  | 404  |

| 1856 | 1861 | 1866 | 1872 | 1876 | 1881 | 1886 | 1891 | 1896 |
| ---- | ---- | ---- | ---- | ---- | ---- | ---- | ---- | ---- |
| 501  | 455  | 459  | 434  | 478  | 487  | 467  | 374  | 365  |

| 1901 | 1906 | 1911 | 1921 | 1926 | 1931 | 1936 | 1946 | 1954 |
| ---- | ---- | ---- | ---- | ---- | ---- | ---- | ---- | ---- |
| 327  | 321  | 301  | 237  | 207  | 192  | 170  | 193  | 207  |

| 1962 | 1968 | 1975 | 1982 | 1990 | 1999 | 2006 | 2007 | 2012 |
| ---- | ---- | ---- | ---- | ---- | ---- | ---- | ---- | ---- |
| 158  | 152  | 159  | 140  | 156  | 147  | 176  | 181  | 180  |

| 2017 | 2022 | - | - | - | - | - | - | - |
| ---- | ---- | - | - | - | - | - | - | - |
| 174  | 168  | - | - | - | - | - | - | - |

### Enseignement
La commune dépend de l'académie de Toulouse. Elle ne dispose plus d'école en 2016.

### Sports
- Aérodrome d'Anères en partie nord de la commune au Bédat.

### Manifestations culturelles et festivités
Chaque année se tient autour de la Pentecôte le Festival cinéma muet et piano parlant d'Anères, un festival consacré au cinéma muet et à son accompagnement musical.
Durant chaque mois d'août, dans la commune, se tient également le Festival international de la goguette.

## Économie

### Revenus
En 2018, la commune compte 74 ménages fiscaux, regroupant 149 personnes. La médiane du revenu disponible par unité de consommation est de 21 480 € (20 420 € dans le département).

### Emploi
| Division       | 2008  | 2013  | 2018   |
| -------------- | ----- | ----- | ------ |
| Commune        | 3,7 % | 8,3 % | 10,4 % |
| Département    | 7,7 % | 9,4 % | 9,8 %  |
| France entière | 8,3 % | 10 %  | 10 %   |

En 2018, la population âgée de 15 à 64 ans s'élève à 95 personnes, parmi lesquelles on compte 80,2 % d'actifs (69,8 % ayant un emploi et 10,4 % de chômeurs) et 19,8 % d'inactifs,. En  2018, le taux de chômage communal (au sens du recensement) des 15-64 ans est supérieur à celui du département et de la France, alors qu'en 2008 la situation était inverse.
La commune fait partie de la couronne de l'aire d'attraction de Lannemezan, du fait qu'au moins 15 % des actifs travaillent dans le pôle,. Elle compte 20 emplois en 2018, contre 22 en 2013 et 44 en 2008. Le nombre d'actifs ayant un emploi résidant dans la commune est de 69, soit un indicateur de concentration d'emploi de 28,7 % et un taux d'activité parmi les 15 ans ou plus de 53 %.
Sur ces 69 actifs de 15 ans ou plus ayant un emploi, 15 travaillent dans la commune, soit 21 % des habitants. Pour se rendre au travail, 91,4 % des habitants utilisent un véhicule personnel ou de fonction à quatre roues, 1,4 % les transports en commun, 7,1 % s'y rendent en deux-roues, à vélo ou à pied et.

## Culture locale et patrimoine
Le village a la particularité d'avoir une grande partie de ses noms de rue et d'habitations nommés en Occitan.
Au centre du village, le café du village est ouvert tous les jours, il est géré par l'association Remue-Méninges qui existe depuis plus de 20 ans.

### Lieux et monuments
- Église Saint-Pierre d'Anères.
- Lavoir.
- Statue de la Vierge à l'Enfant au sommet d'un rocher appelée "Notre-Dame du Rocher". Une première statue (en terre cuite d'Auch) a été placée vers 1870 sur l'idée de l'abbé Prosper Billère (curé de La Barthe-de-Neste de 1866 à 1870) et du maire d'Anères M. Dordan. Cette première statue étant tombée en ruine, Mme Bompunt (petite-fille de M. Dordan) en fit ré-installer une nouvelle en terre cuite, réalisée dans l'Aube en 1919. La statue fut bénie solennellement par l'abbé Dupleich (curé d'Anères) le 15 août 1919. Des processions étaient faites chaque année.
- Fontaine - abreuvoir.
- L'ancienne maison de retraite de l'association "le Rocher", " Maison saint-Pierre"

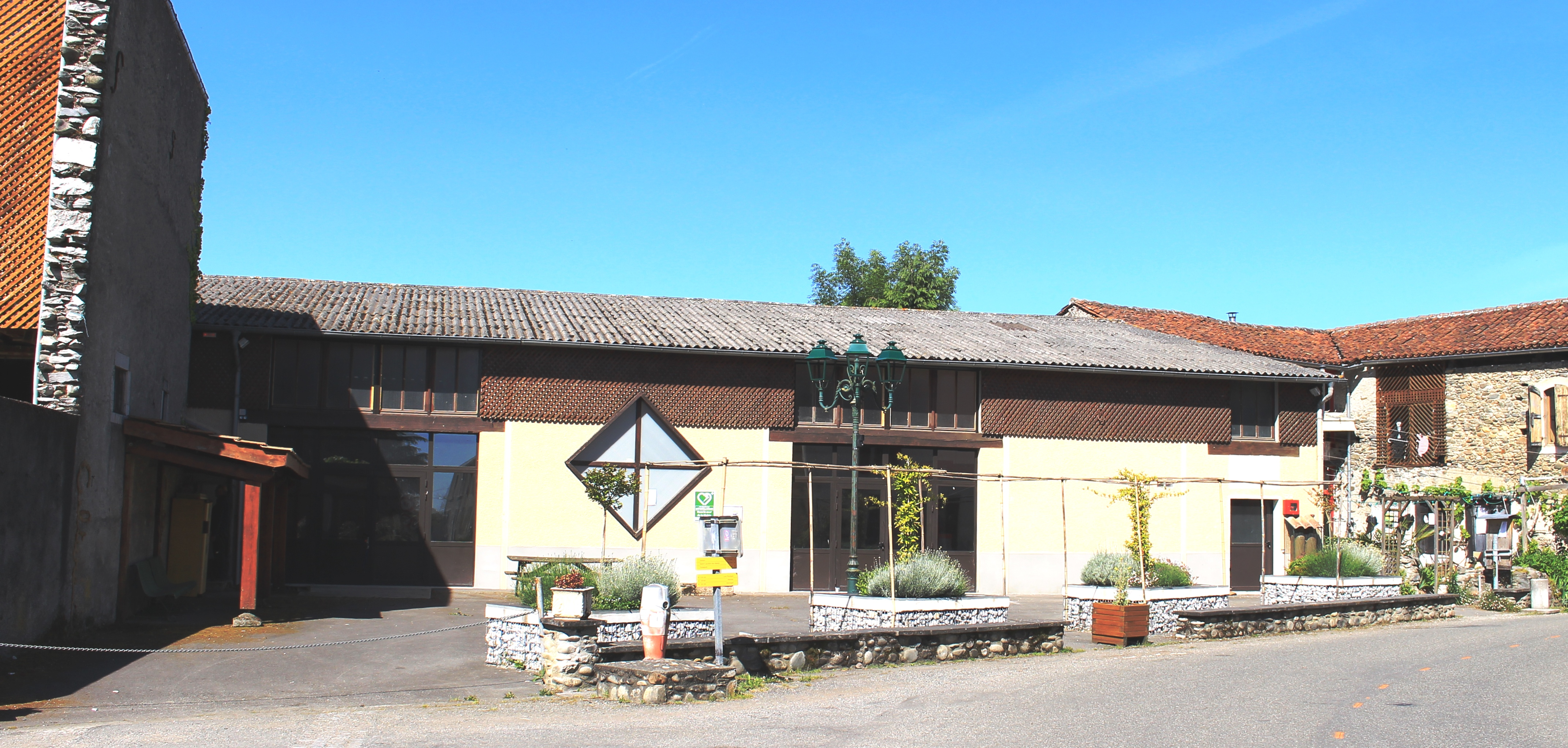
La salle des fêtes en 2021.
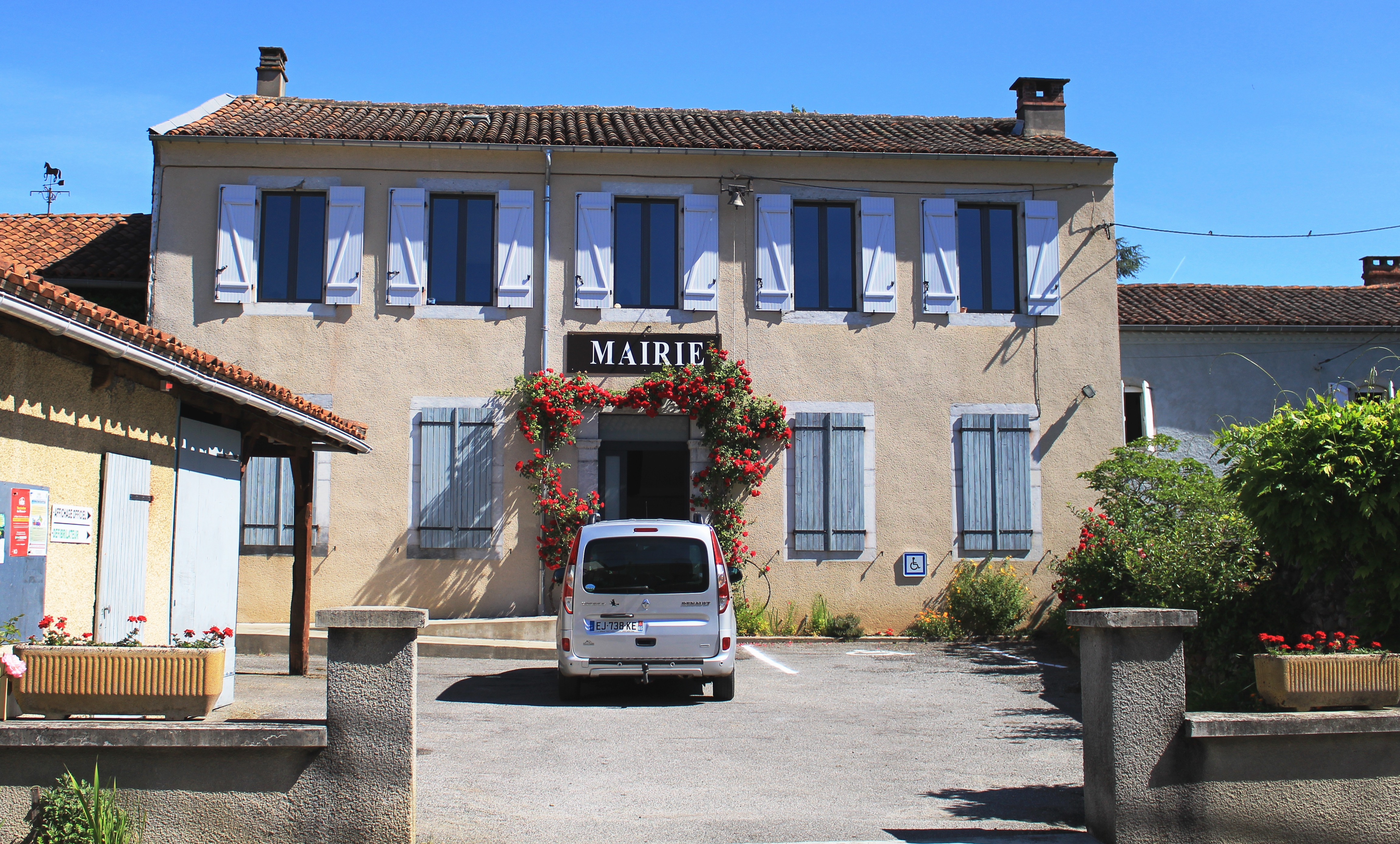
La mairie en 2021.
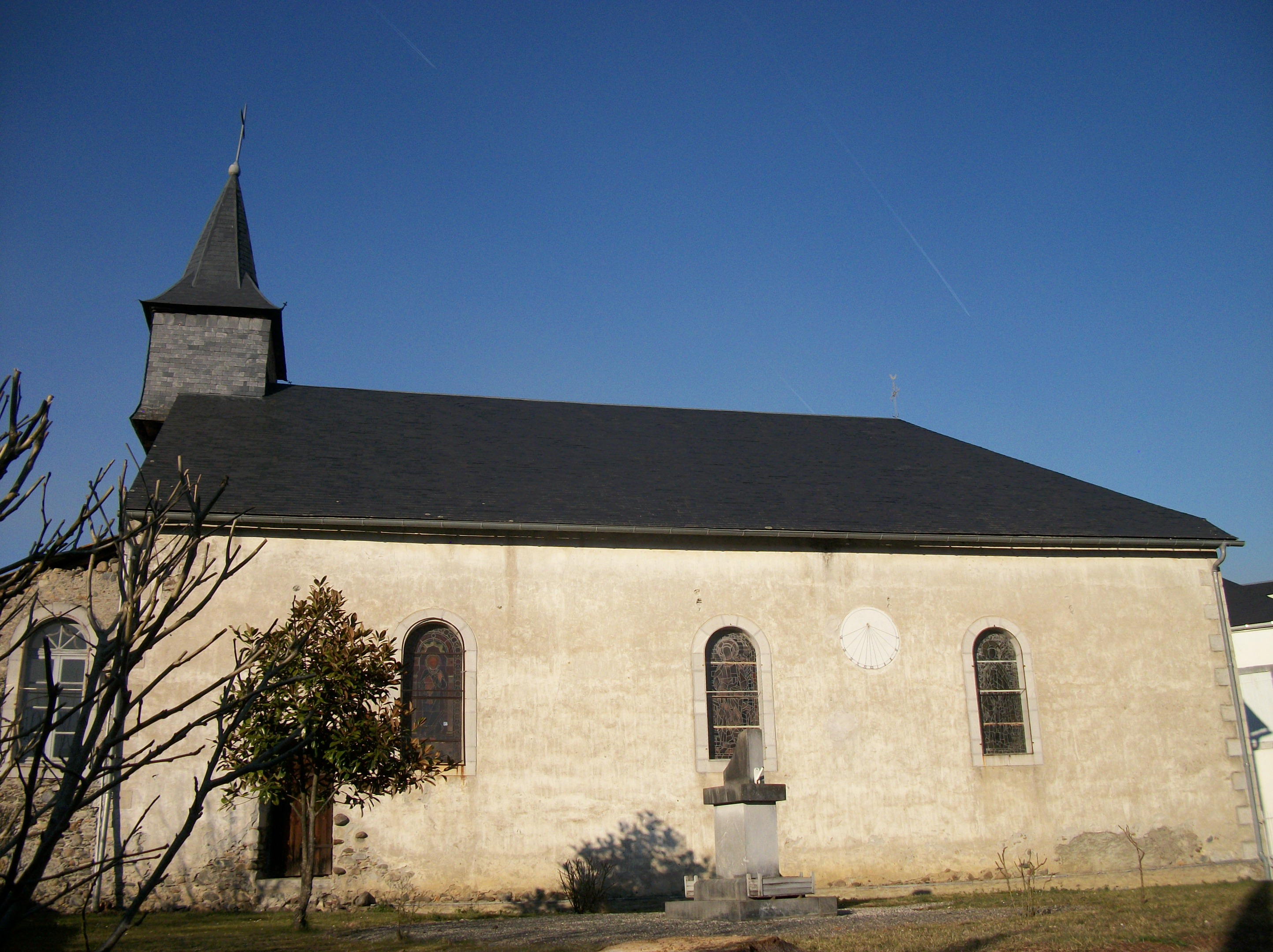
Église Saint-Pierre.
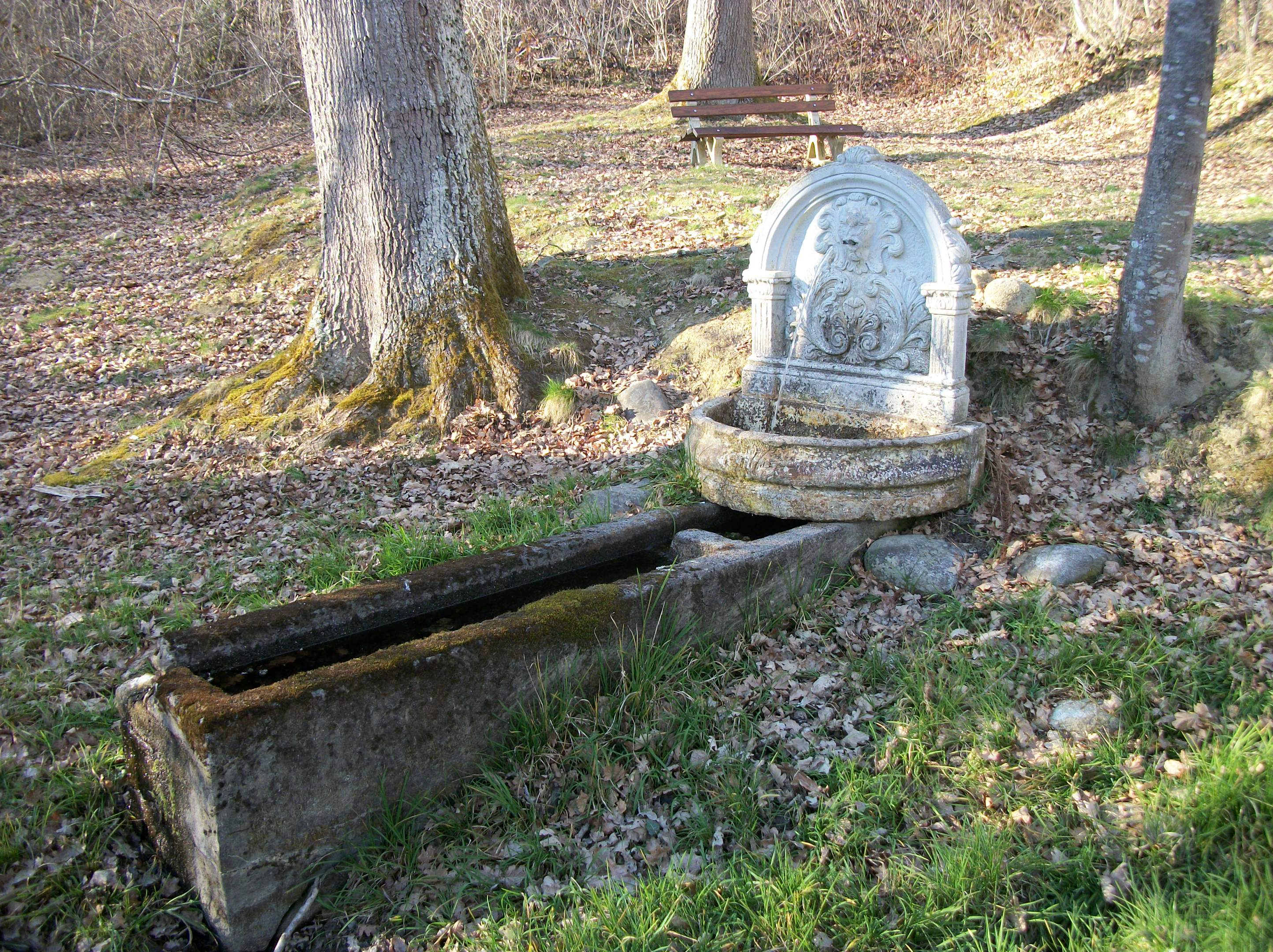
Fontaine alimentée avec une source naturelle.
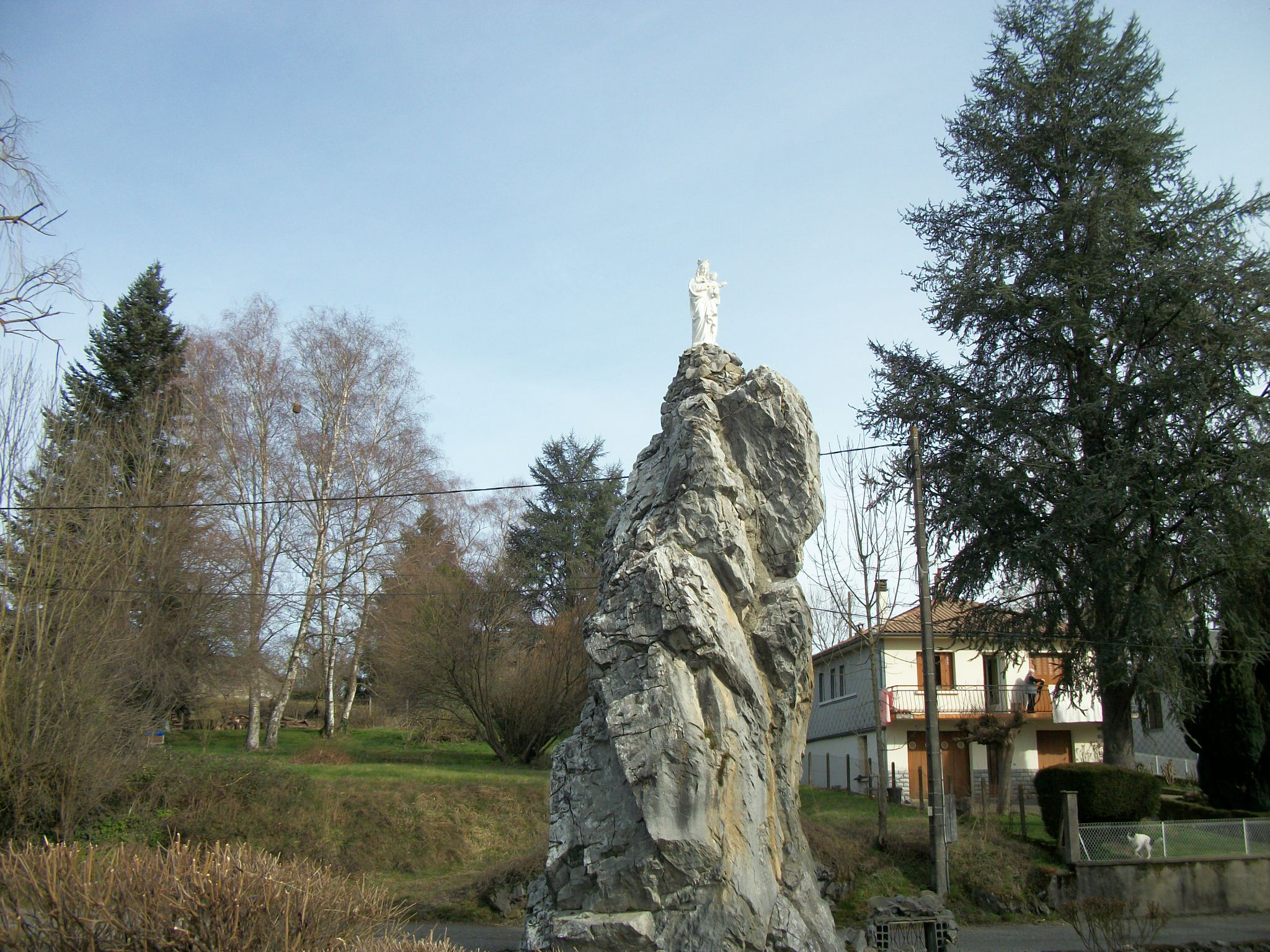
Notre-Dame du Rocher placée sur un rocher de 9 mètres.
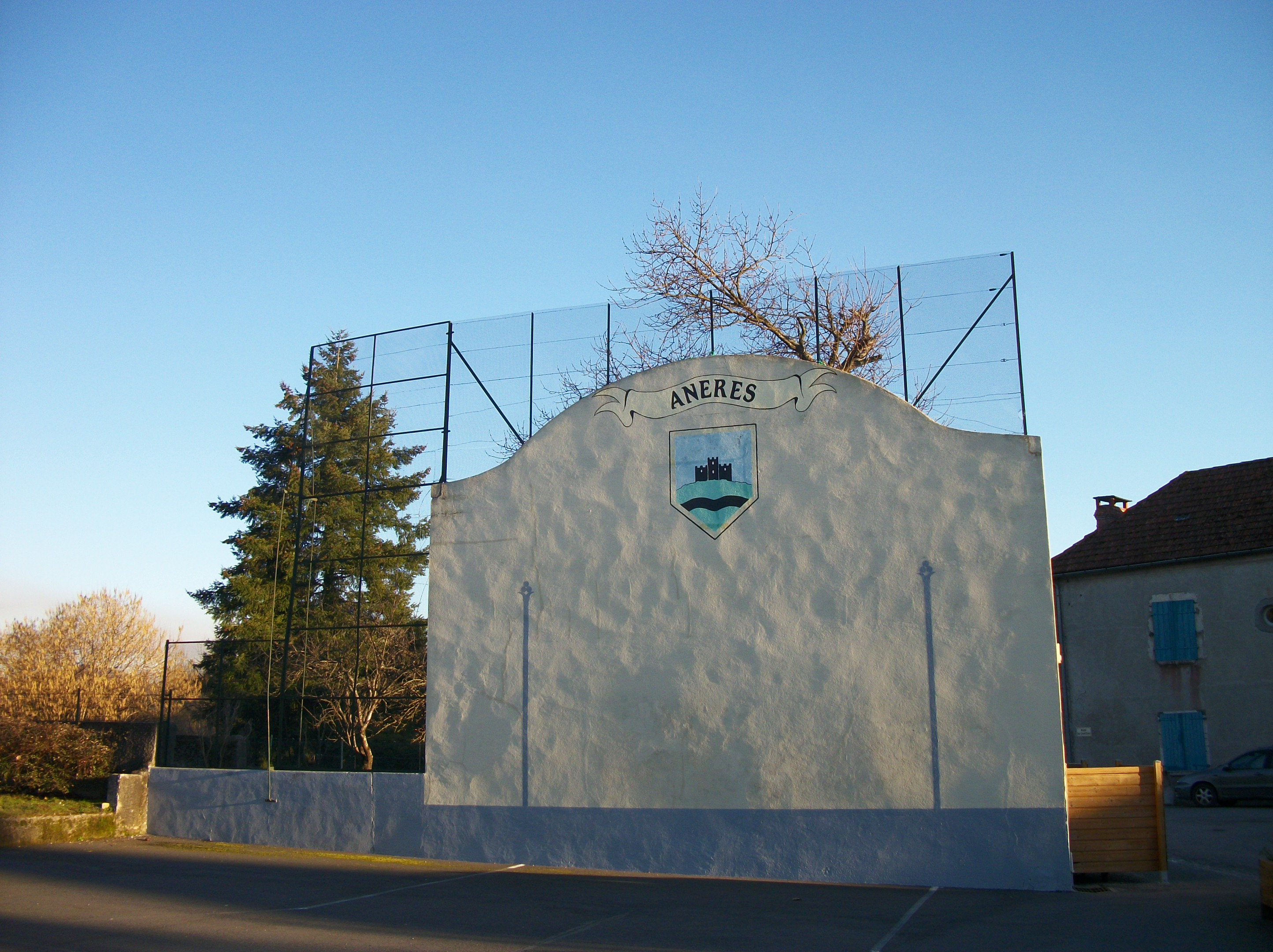
Terrain et mur pour jouer à la pelote basque.
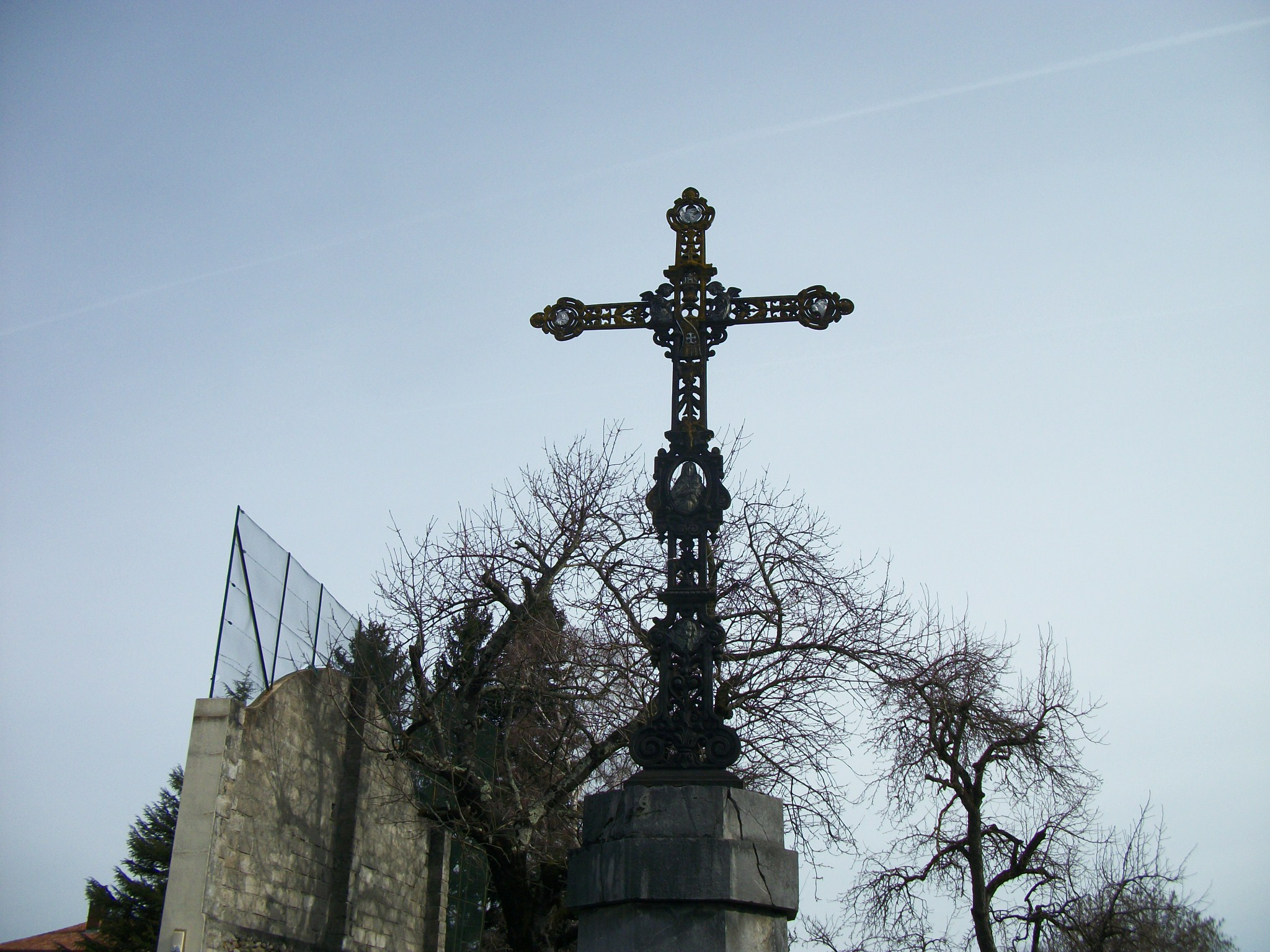
Monument surmonté d'une croix métallique sur la place de l'église. Elle est ornée de décor végétal, d'un médaillon de la Vierge à l'Enfant, d'anges et du monogramme trilitère du nom grec de Jésus "JHS".
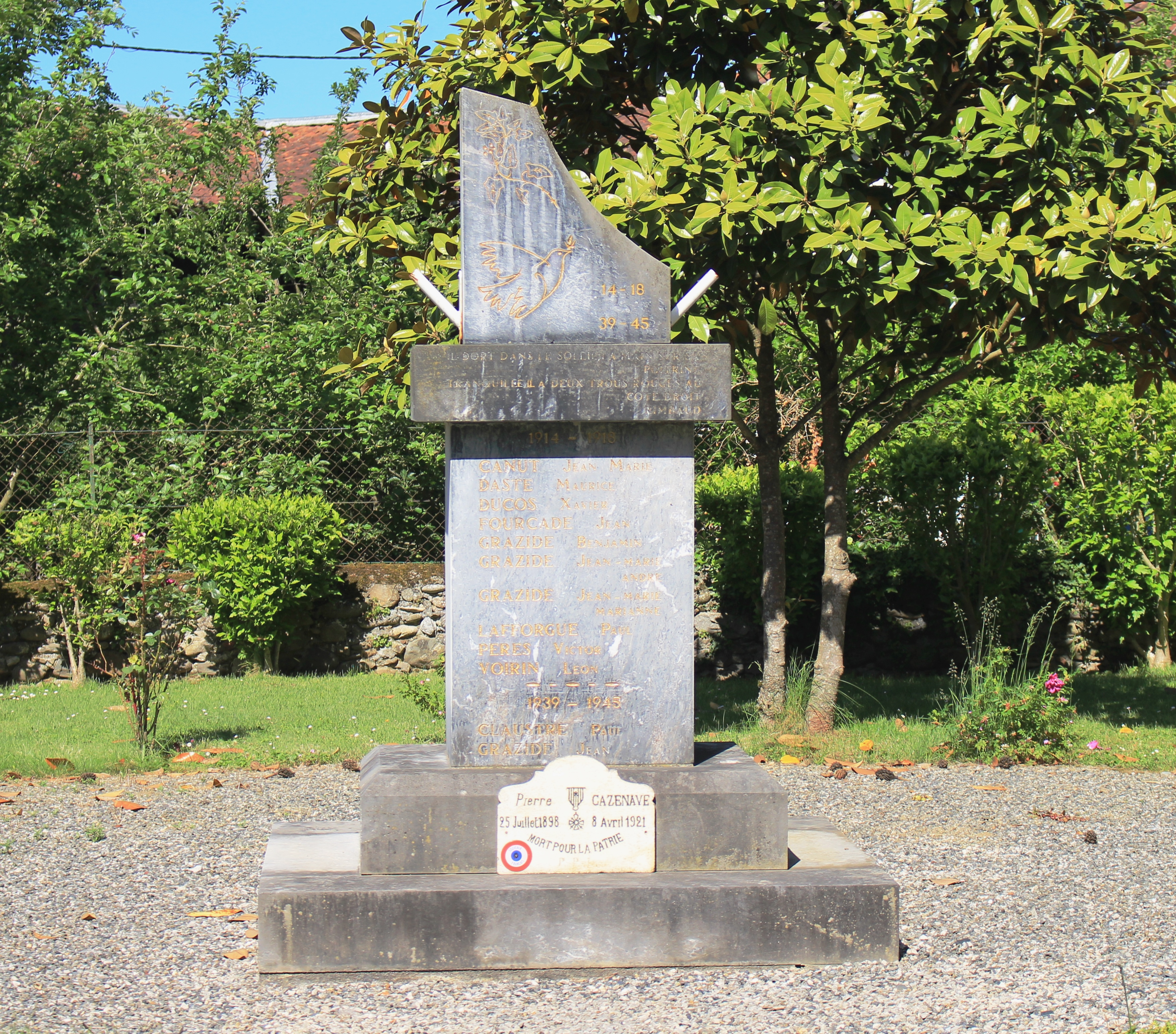
Monument aux morts.
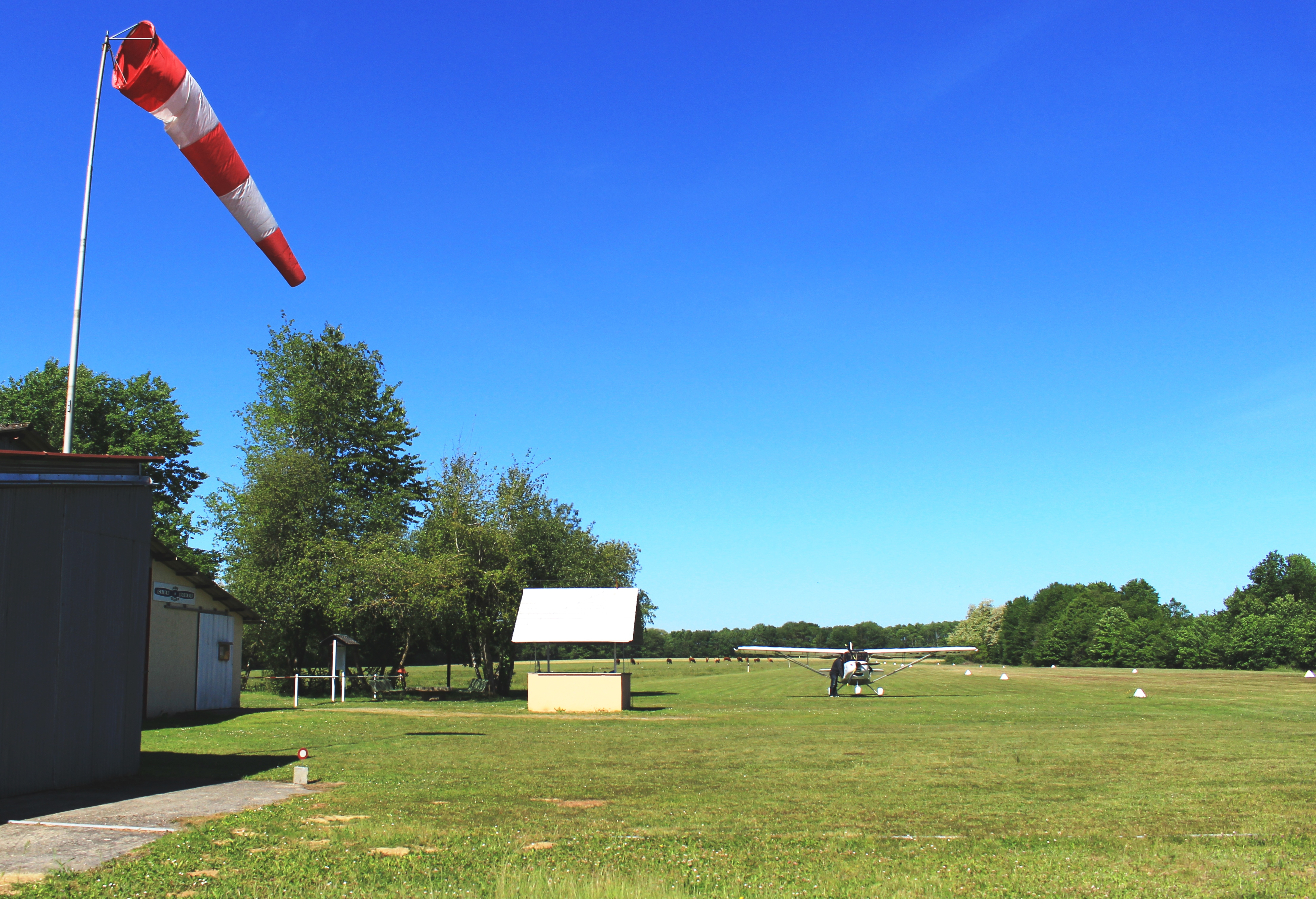
L'aérodrome.

### Héraldique
| Blason | Blasonnement : D'azur au mont de sinople* chargé d'une fasce ondée de sable*, sommé d'un château de trois tours du même*. Commentaires : * Il y a là non-respect de la règle de contrariété des couleurs : ces armes sont fautives. |